# Candy Crush (film)
Candy Crush este un film românesc din 2014 regizat de Andrei Georgescu. Rolurile principale au fost interpretate de actorii Victoria Răileanu, Alec Secăreanu.

## Distribuție
Distribuția filmului este alcătuită din:
- Alec Secăreanu — George
- Victoria Răileanu — Andreea